# Peperone rosso di Altino
Il peperone rosso di Altino è una varietà di peperone che rientra tra i prodotti agroalimentari tradizionali abruzzesi. È coltivata principalmente ad Altino, paese nella provincia di Chieti, in Abruzzo e rientra nei Presidi Slow Food dell’Abruzzo.